# 鏡像体過剰率
鏡像体過剰率（きょうぞうたいかじょうりつ、エナンチオマー過剰率、enantiomeric excess）とはキラルな化合物の光学純度を表す言葉で ee と略される。ee は多い方の物質量から少ない方の物質量を引き、全体の物質量で割った値で表される（多い方の比から少ない方の比を引いても良い）。ラセミ体は2つのエナンチオマーの1:1の混合物であるから、 ee は0%である。ee はキラルHPLCや、キラルシフト試薬を添加したサンプルの NMR などから決定される。
ee は不斉合成の分野でよく用いられ、例えばプロキラルな化合物からキラルな化合物を合成した場合、生成物の光学純度の高さは ee によって表される。
ジアステレオマーの場合はジアステレオマー過剰率 (diastereomeric excess, de) を用いる。